# Gorodischtsche (Pensa)
Gorodischtsche (russisch Городище) ist eine russische Kleinstadt in der Oblast Pensa. Sie hat 8096 Einwohner (Stand 14. Oktober 2010) und liegt knapp 50 km östlich der Gebietshauptstadt Pensa an der Julowka, einem Nebenfluss der Sura.

## Infrastruktur
Gorodischtsche liegt an der Fernstraße M5, die von Moskau nach Samara führt. Der nächste Bahnhof befindet sich in etwa 20 km Entfernung, südlich der Stadt. Gorodischtsche ist an das Gasnetz angeschlossen und verfügt über mehrere Industriebetriebe (u. a. eine Möbel- und eine Backwarenfabrik). Die Bebauung der Ortschaft besteht überwiegend aus eingeschossigen Häusern. In Gorodischtsche gibt es zwei Mittelschulen, mehrere Kindergärten, eine Musikschule und eine Poliklinik (Angaben nach Penzenskaja enciklopedia, Stand 2001).

## Geschichte

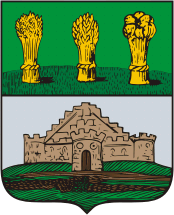
Altes Stadtwappen (1781)

Gorodischtsche geht auf eine in den 1670er Jahren zum Schutz gegen Nomadeneinfälle errichtete Festung zurück. Bald nach ihrer Errichtung wurde diese jedoch bei einem Angriff von Steppenbewohnern zerstört. Im Mai 1681 wurde sie wieder aufgebaut. Neben der Festung entstanden als Siedlungen der auf der Festung eingesetzten Kosaken die Dörfer Dmitrijewskaja und Bogojawlenskaja. Mitte des 18. Jahrhunderts wurden beide Siedlungen unter dem Namen Rogoschkino vereinigt. 1780 erhielt die Ortschaft Stadtstatus und ihren heutigen Namen Gorodischtsche.
Der Name Gorodischtsche entspringt dem Umstand, dass sich auf dem Gebiet der Stadt Überreste einer befestigten Siedlung der Burtassen, eines historischen Volkes vom mittleren Wolgalauf, befinden. Diese burtassische Siedlung bestand bis ins 13. Jahrhundert, ihre Wallanlagen sind jedoch bis heute erhalten. Derartige Festungsreste werden im Russischen als gorodischtsche (городище) bezeichnet.
Der russische Historiker Wassili Kljutschewski verbrachte in Gorodischtsche seine frühe Kindheit.
| Jahr | Einwohner |
| ---- | --------- |
| 1897 | 3965      |
| 1926 | 4934      |
| 1939 | 6335      |
| 1959 | 5258      |
| 1970 | 6298      |
| 1979 | 7072      |
| 1989 | 7926      |
| 2002 | 8281      |
| 2010 | 8096      |

Anmerkung: Volkszählungsdaten

## Söhne und Töchter der Stadt
- Iwan Saizew (1805–1887), Maler
- Dmitri Seliwanow (1855–1932), Mathematiker
- Theodor Seliwanoff (1859–1938), Chemiker